# 긴팔원숭이속
긴팔원숭이속은 긴팔원숭이과의 4개의 속 중의 하나이다. 한때는 긴팔원숭이의 유일한 속으로 생각되었으나, 최근에 3개의 아속이 속으로 옮겨졌다.
긴팔원숭이속 원숭이들은 남중국(윈난성)에서부터 서부 및 중앙 자와섬까지에 걸쳐 분포한다. 이 속의 개체들은 44개 염색체를 지니고 있는 특징이 있으며, 종종 그들 얼굴에 털로 된 흰색의 링을 가지고 있다.

## 하위 종
- 흰손긴팔원숭이 (H. lar)
  - 말레이시아흰손긴팔원숭이 (H. l. lar)
  - 목수흰손긴팔원숭이 (H. l. carpenteri)
  - 중부흰손긴팔원숭이 (H. l. entelloides)
  - 수마트라흰손긴팔원숭이 (H. l. vestitus)
  - 윈난흰손긴팔원숭이 (H. l. yunnanensis) - 멸종된 것으로 추정
- 검은손긴팔원숭이 또는 “날쌘긴팔원숭이” (H. agilis)
  - 산악날쌘긴팔원숭이 (H. a. agilis)
  - 저지대날쌘긴팔원숭이 (H. a. unko)
- 보르네오흰수염긴팔원숭이 (H. albibarbis)
- 뮐러긴팔원숭이 또는 남부회색긴팔원숭이 (H. muelleri)
- 서부회색긴팔원숭이 또는 아보트회색긴팔원숭이 (H. abbotti)
- 동부회색긴팔원숭이 또는 북부회색긴팔원숭이 (H. funereus)
- 은색긴팔원숭이 또는 “자바긴팔원숭이” (H. moloch)
  - 서부은색긴팔원숭이 (H. m. moloch)
  - 동부은색긴팔원숭이 (H. m. pongoalsoni)
- 보닛긴팔원숭이 (H. pileatus)
- 클로스긴팔원숭이 (H. klossii)